# Mohamed Abderrahman Tazi
Mohamed Abderrahman Tazi (in arabo محمد عبد الرحمن التازي‎?; Fès, 1942) è un regista marocchino.

## Biografia
Diplomatosi all'Institut des Hautes Etudes Cinématographiques (IDHEC) di Parigi, consegue la laurea in Mass Media e Comunicazione presso l'Università di Syracuse, negli Usa. Lavora come direttore della fotografia in numerosi lungometraggi e come consigliere tecnico e direttore di produzione di molti film stranieri girati in Marocco (tra cui opere di Robert Wise, John Houston e Francis Ford Coppola).
Dopo aver realizzato alcuni documentari e reportages d'attualità tra il 1966 e il 1970, collabora dal 1978 al 1980 con la televisione nazionale e, nel 1981, realizza Le Grand Voyage, il suo primo lungometraggio. Dal 2000 al 2003 è Direttore di produzione del canale televisivo marocchino 2M.

## Filmografia
- 1964 - La Sunab, documentario
- 1966 - La marché d'un poète, cortometraggio
- 1968 - 6 et 12, cortometraggio
- 1971 - La Fantasie du siècle
- 1978 - Adieu Philippines
- 1981 - Le grand voyage
- 1987 - Au porte de l'Europe
- 1988 - Badis
- 1993 - A' la recherche du mari de ma femme
- 1995 - Le voleur d'images
- 1996 - Lalla Hobby
- 2003 - Les voisins d'Abou Moussa